# Хойник (Малопольское воеводство)
Хо́йник (пол. Chojnik) — село в Польше в гмине Громник Тарнувского повета Малопольского воеводства.

## География
Село находится в 21 км от административного центра повета города Тарнува и 79 км от центра воеводства города Краков.

## История
C 1975 по 1998 год село входило в Тарновское воеводство.

## Достопримечательности
- Церковь Пресвятой Девы Марии Ченстоховской.
- Воинский некрополь времён Первой мировой войны — памятник культуры Малопольского воеводства.